# Croixdalle
Croixdalle és un municipi francès situat al departament del Sena Marítim i a la regió de Normandia. L'any 2007 tenia 208 habitants.

## Demografia

### Població
El 2007 la població de fet de Croixdalle era de 208 persones. Hi havia 80 famílies de les quals 12 eren unipersonals (12 homes vivint sols), 28 parelles sense fills, 36 parelles amb fills i 4 famílies monoparentals amb fills.
La població ha evolucionat segons el següent gràfic:
Habitants censats

### Habitatges
El 2007 hi havia 105 habitatges, 79 eren l'habitatge principal de la família, 18 eren segones residències i 7 estaven desocupats. 104 eren cases i 1 era un apartament. Dels 79 habitatges principals, 72 estaven ocupats pels seus propietaris, 4 estaven llogats i ocupats pels llogaters i 3 estaven cedits a títol gratuït; 1 tenia dues cambres, 14 en tenien tres, 23 en tenien quatre i 42 en tenien cinc o més. 61 habitatges disposaven pel capbaix d'una plaça de pàrquing. A 22 habitatges hi havia un automòbil i a 47 n'hi havia dos o més.

### Piràmide de població
La piràmide de població per edats i sexe el 2009 era:
| Homes | Edats   | Dones |
| ----- | ------- | ----- |
| 0     | 95 o +  | 0     |
| 0     | 90 a 94 | 0     |
| 4     | 85 a 89 | 0     |
| 0     | 80 a 84 | 0     |
| 4     | 75 a 79 | 8     |
| 4     | 70 a 74 | 4     |
| 4     | 65 a 69 | 4     |
| 4     | 60 a 64 | 0     |
| 8     | 55 a 59 | 16    |
| 16    | 50 a 54 | 16    |
| 4     | 45 a 49 | 8     |
| 12    | 40 a 44 | 8     |
| 4     | 35 a 39 | 8     |
| 8     | 30 a 34 | 0     |
| 12    | 25 a 29 | 12    |
| 24    | 20 a 24 | 8     |
| 12    | 15 a 19 | 12    |
| 4     | 10 a 14 | 12    |
| 0     | 5 a 9   | 0     |
| 4     | 0 a 4   | 4     |

## Economia
El 2007 la població en edat de treballar era de 150 persones, 107 eren actives i 43 eren inactives. De les 107 persones actives 99 estaven ocupades (58 homes i 41 dones) i 8 estaven aturades (2 homes i 6 dones). De les 43 persones inactives 16 estaven jubilades, 14 estaven estudiant i 13 estaven classificades com a «altres inactius».

### Ingressos
El 2009 a Croixdalle hi havia 83 unitats fiscals que integraven 206 persones, la mediana anual d'ingressos fiscals per persona era de 15.525 €.

### Activitats econòmiques
Dels 4 establiments que hi havia el 2007, 1 era d'una empresa alimentària, 1 d'una empresa de fabricació d'altres productes industrials, 1 d'una empresa d'informació i comunicació i 1 d'una empresa classificada com a «altres activitats de serveis».
Dels 2 establiments de servei als particulars que hi havia el 2009, 1 era un taller de reparació d'automòbils i de material agrícola i 1 perruqueria.
L'any 2000 a Croixdalle hi havia 9 explotacions agrícoles que ocupaven un total de 396 hectàrees.

## Poblacions més properes
El següent diagrama mostra les poblacions més properes.